# Augustin Janssens (politicus)
Augustin Janssens (1788-1845) was arts en lid van het Belgisch Nationaal Congres.
Janssens werd door de kiezers van het arrondissement Sint-Niklaas naar het Nationaal Congres gezonden. Hij was een van de vier artsen die plaats namen in de overwegend door advocaten en eigenaars bevolkte assemblee. Hij zetelde er amper twee en een halve maand. Hij bracht zijn stem uit voor de onafhankelijkheidsverklaring van België en voor de eeuwigdurende uitsluiting van de Nassaus. In de openbare zittingen nam hij geen enkele keer het woord.
Op 21 januari 1831 diende hij ontslag is, met als reden dat zijn talrijke activiteiten hem niet toelieten de zittingen bij te wonen. Hij werd opgevolgd door priester  Jean-Baptiste van de Kerchove, de vijfde en laatste op de lijst van plaatsvervangers voor het arrondissement Sint-Niklaas.